# 피알레

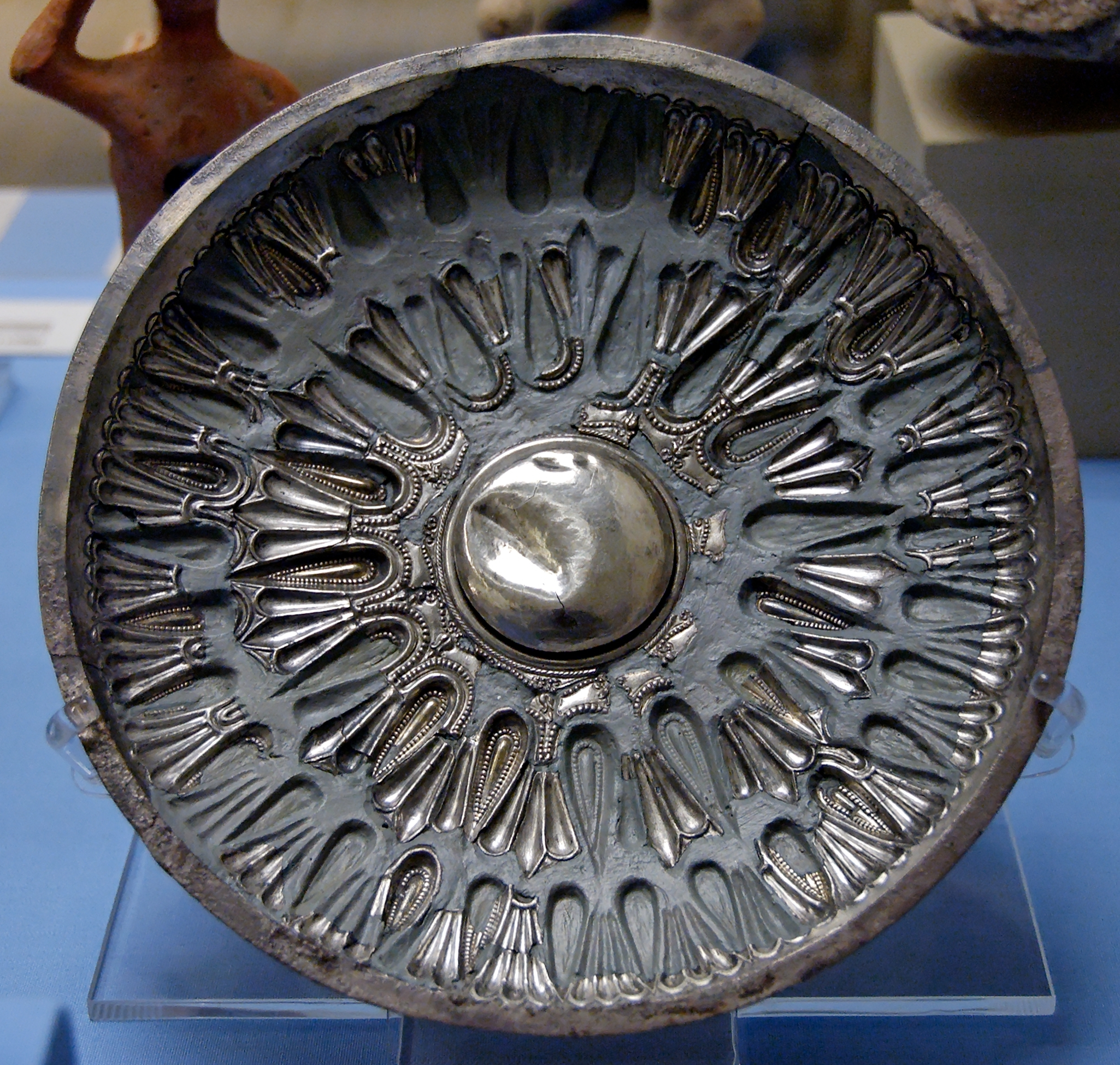
피알레

피알레(Phiale)는 고대 그리스에서 받침접시 비슷한 얕은 컵이다. 중심에 돌기가 있고, 또 다리가 있는 것도 있다. 음료 그릇으로, 또는 재주를 바칠 때도 쓰였다.